# Lambirah
Lambirah is een bestuurslaag in het regentschap Aceh Besar van de provincie Atjeh, Indonesië. Lambirah telt 396 inwoners (volkstelling 2010).